# 伊達邦命
伊達 邦命（だて くになか）は、江戸時代後期の武士。陸奥国仙台藩一門第三席・水沢伊達家12代（留守氏29代）当主。

## 生涯
文政9年（1826年）8月1日、水沢伊達家11代当主・伊達宗衡の長男として水沢にて誕生。幼名は小源吾。正室は堀田正衡娘・紀子。
天保10年（1839年）、12代藩主・伊達斉邦に御目見。同年8月元服し、一文字拝領して邦命と名乗る。嘉永5年（1852年）父の隠居により家督と知行1万6000石を相続し、水沢邑主となる。
安政元年（1854年）4月28日、13代藩主・伊達慶邦の帰国許可の謝使として江戸に下り、6月1日、江戸城で13代将軍・徳川家定に拝謁する。安政6年（1859年）3月13日、水沢柳町の失火による大火で町が焼失する。急遽仙台より水沢に戻り、倉庫を開いて領民を救済し、森林を伐採して木材を提供した。
慶応元年（1865年）8月8日死去。享年40。家督は実弟・邦寧が相続した。

## 人物
父・宗衡同様に、家中の学問の興隆に努め、家臣を江戸に派遣して西洋砲術を学ばせると共に、砲術家高島秋帆の弟子石原広信を登用した。また、剣客・藤田源四郎を召抱え、郷校立生館に講武所を新設して家臣に教授させた。